# Leopoldo Abadía
Leopoldo Abadía (ur. 1933 w Saragossie) – hiszpański profesor i pisarz, znany ze swej analizy ostatniego kryzysu światowego wydanej w książce „Kryzys Ninja i inne tajemnice dzisiejszej ekonomii”. Książka opisuje skomplikowane mechanizmy prostym i kolokwialnym językiem.
Książka powstała w oparciu o artykuł, który opublikował pewnego dnia na swojej stronie internetowej. Artykuł zdobył tak dużą popularność, że Leopoldo Abadía jest dziś częstym gościem hiszpańskiej telewizji i radia.

## Życiorys
Ukończył studia inżynierskie. Pracował jako profesor szkoły IESE przez ponad 35 lat, specjalizując się w mikroekonomii. Ma żonę i 14 dzieci.